# 英雄の証明 (2021年の映画)
『英雄の証明』（えいゆうのしょうめい、原題・ペルシア語: قهرمان）は、2021年のイランのドラマ映画。監督・脚本はアスガル・ファルハーディー、出演はアミール・ジャディディ、サハル・ゴルデュースト、モーセン・タナバンデなど。ふとしたことから美談の英雄として祭り上げられた後に一転してペテン師と非難されて四面楚歌の状態に陥る1人の服役囚の運命の逆転劇を描いている。
2021年7月に第74回カンヌ国際映画祭のコンペティション部門で上映され、グランプリを獲得した。第94回アカデミー賞国際長編映画賞にイラン代表作として出品された。

## ストーリー
イランの地方都市シラーズ。看板職人のラヒムは、前妻の父からの借金が返せず、訴えられて服役中だった。ある日、ラヒムの恋人ファルコンデが、町で金貨の入ったバッグを拾った。その金貨を金に換えて借金を精算し、刑務所を出ようと画策するラヒム。
ラヒムの刑は、たまの一時帰宅が許されていた。2日間の出所期間中にファルコンデと落ち合い、金貨を売りに行くラヒム。だが、期待した半分の値しか付かず、借金返済を諦めたラヒムは、バッグと金貨を落とし主に返すために、貼り紙をして刑務所に戻った。
落とし主の女性と連絡がつき、姉夫婦の家の住所を教えてバッグと金貨を返すラヒム。ラヒムの善行を知った刑務所の所長たちは、マスコミを呼んで「正直者の囚人」の美談を取材させた。刑務所では最近、囚人の自殺騒ぎがあり、名誉回復の話題を求めていたのだ。一時帰宅を許され、囚人をサポートするチャリティ団体から表彰され、多額の寄付金が集められ、出所後の職まで決まるラヒム。
ラヒムを雇用するはずの「地方審議会」に、何者かから「金貨の美談は作り話」と通報が入った。真実だと証明するために、バッグの落とし主を連れて来いと要求されるラヒム。だが、バッグを返した時、ラヒムの姉は相手の名前を聞いていなかった。探しても落とし主が見つからず、恋人のファルコンデを偽物に仕立てるラヒム。だが、担当者は納得せず、落とし主の夫も連れて来いと言う。怒って、就職の内定を蹴ってしまうラヒム。
「美談は作り話」と密告したのが前妻の父だと疑い、押しかけて殴り合いになるラヒム。その様子は動画に撮られて拡散し、ラヒムの美談は地に落ちた。チャリティ団体からの寄付金も他の囚人に回され、釈放の希望も絶たれるラヒム。そんなラヒムに、動画で世間に無実をアピールしろと持ち掛ける刑務所の職員タヘリ。しかし、それは吃音症のあるラヒムの幼い息子に無理に話させる過酷な撮影だった。耐えられずにタヘリを追い返したラヒムは、残りの刑期を過ごすために、自ら刑務所に戻るのだった。

## キャスト
- ラヒム・ソルタニ: アミール・ジャディディ（英語版） - 服役囚。
- ファルコンデ: サハル・ゴルデュースト - ラヒムの婚約者。
- バーラム: モーセン・タナバンデ（英語版） - ラヒムの借金の貸主で前妻の義兄。(父親と言っているセリフもあり)
- ラドメヘル夫人: フェレシュテー・サドル・オーファン（英語版） - 慈善団体の責任者。
- ナザニン: サリナ・ファルハーディー（英語版）[7] - バーラムの娘。

## 製作
メメント・フィルムズは2020年のヨーローマ映画マーケットでファルハーディーによる脚本を購入した。2020年6月にプリプロダクションが始まり、202012年までに撮影が行われた。製作はシーラーズで行われた。2021年4月、Amazonスタジオがアメリカでの配給権を獲得したことが報じられた。

## 公開
2021年7月13日に第74回カンヌ国際映画祭でプレミア上映され、コンペティション部門でパルム・ドールを争った。また2021年11月28日に第52回インド国際映画祭のクロージング作品として上映された。
日本では2022年4月1日に東京（銀座・新宿・渋谷）・仙台・千葉・名古屋・京都・梅田・心斎橋の9館で劇場公開された後、全国計46館以上で順次公開された。

## 評価

### 批評家の反応
レビュー収集サイトのRotten Tomatoesでは126件のレビューで支持率は95%、平均点は8.0/10となり、「『英雄の証明』は脚本家・監督のアスガル・ファルハーディーが取り組み、観客が勝者となる作品だ」とまとめられた。Metacriticでは37件の批評に基づいて加重平均値は81/100と示された。

### 受賞とノミネート
| 年   | 映画祭・賞                                   | 部門                                | 候補                                                   | 結果       |
| ---- | -------------------------------------------- | ----------------------------------- | ------------------------------------------------------ | ---------- |
| 2021 | カンヌ国際映画祭                             | パルム・ドール                      | アスガル・ファルハーディー                             | ノミネート |
| 2021 | カンヌ国際映画祭                             | グランプリ                          | アスガル・ファルハーディー                             | 受賞       |
| 2021 | カンヌ国際映画祭                             | フランソワ・シャレ賞                | アスガル・ファルハーディー                             | 受賞       |
| 2021 | アジア太平洋映画賞                           | 作品賞                              | アレクサンドル・マレ＝ギィ、アスガル・ファルハーディー | ノミネート |
| 2021 | アジア太平洋映画賞                           | 監督賞                              | アスガル・ファルハーディー                             | 受賞       |
| 2021 | アジア太平洋映画賞                           | 脚本賞                              | アスガル・ファルハーディー                             | ノミネート |
| 2021 | アジア太平洋映画賞                           | 男優賞                              | アミール・ジャディディ                                 | ノミネート |
| 2021 | バリャドリッド国際映画祭                     | 作品賞                              | アスガル・ファルハーディー                             | ノミネート |
| 2021 | モントクレア映画祭                           | ナラティブ作品賞 (コンペティション) | アスガル・ファルハーディー                             | ノミネート |
| 2021 | サンタフェ・インディペンデント映画祭         | ナラティブ作品賞                    | アスガル・ファルハーディー                             | 受賞       |
| 2021 | ハーフェズ賞                                 | 映画賞                              | アレクサンドル・マレ＝ギィ、アスガル・ファルハーディー | 受賞       |
| 2021 | ハーフェズ賞                                 | 映画監督賞                          | アスガル・ファルハーディー                             | 受賞       |
| 2021 | ハーフェズ賞                                 | 映画脚本賞                          | アスガル・ファルハーディー                             | 受賞       |
| 2021 | ハーフェズ賞                                 | 男優賞                              | アミール・ジャディディ                                 | 受賞       |
| 2021 | ハーフェズ賞                                 | 男優賞                              | モーセン・タナバンデ                                   | ノミネート |
| 2021 | ハーフェズ賞                                 | 映画女優賞                          | サハル・ゴルデュースト                                 | ノミネート |
| 2021 | ハーフェズ賞                                 | 映画撮影賞                          | アリ・ガーズィー、アラッシュ・ラメザニ                 | ノミネート |
| 2021 | ハーフェズ賞                                 | 映画編集賞                          | ハイデー・サフィヤリ                                   | 受賞       |
| 2021 | サテライト賞                                 | オリジナル脚本賞                    | アスガル・ファルハーディー                             | ノミネート |
| 2021 | サテライト賞                                 | 外国語映画賞                        | アレクサンドル・マレ＝ギィ、アスガル・ファルハーディー | ノミネート |
| 2021 | シカゴ映画批評家協会賞                       | 外国語映画賞                        | アレクサンドル・マレ＝ギィ、アスガル・ファルハーディー | ノミネート |
| 2021 | ダラス・フォートワース映画批評家協会賞       | 外国語映画賞                        | アレクサンドル・マレ＝ギィ、アスガル・ファルハーディー | ノミネート |
| 2021 | インディワイア批評家投票                     | 脚本賞                              | アスガル・ファルハーディー                             | ノミネート |
| 2021 | インディワイア批評家投票                     | 国際映画賞                          | アレクサンドル・マレ＝ギィ、アスガル・ファルハーディー | ノミネート |
| 2021 | ラスベガス映画批評家協会賞                   | 国際映画賞                          | アレクサンドル・マレ＝ギィ、アスガル・ファルハーディー | ノミネート |
| 2021 | ナショナル・ボード・オブ・レビュー賞         | オリジナル脚本賞                    | アスガル・ファルハーディー                             | 受賞       |
| 2021 | ナショナル・ボード・オブ・レビュー賞         | 外国語映画賞                        | アレクサンドル・マレ＝ギィ、アスガル・ファルハーディー | 受賞       |
| 2021 | ノーステキサス映画批評家協会賞               | 外国語映画賞                        | アレクサンドル・マレ＝ギィ、アスガル・ファルハーディー | ノミネート |
| 2021 | セントルイス映画批評家協会賞                 | 国際映画賞                          | アレクサンドル・マレ＝ギィ、アスガル・ファルハーディー | ノミネート |
| 2021 | ユタ映画批評家協会賞                         | 非英語映画賞                        | アレクサンドル・マレ＝ギィ、アスガル・ファルハーディー | ノミネート |
| 2021 | ワシントンD.C.映画批評家協会賞               | 外国語映画賞                        | アレクサンドル・マレ＝ギィ、アスガル・ファルハーディー | ノミネート |
| 2022 | パームスプリングス国際映画祭                 | ブリッジング・ザ・ボーダーズ賞      | アスガル・ファルハーディー                             | 受賞       |
| 2022 | パームスプリングス国際映画祭                 | FIPRESCI賞 (国際長編映画)           | アレクサンドル・マレ＝ギィ、アスガル・ファルハーディー | ノミネート |
| 2022 | パームスプリングス国際映画祭                 | FIPRESCI賞 (国際脚本)               | アスガル・ファルハーディー                             | 受賞       |
| 2022 | パームスプリングス国際映画祭                 | FIPRESCI賞 (国際長編映画男優)       | アミール・ジャディディ                                 | 受賞       |
| 2022 | シカゴ独立批評家賞                           | 外国語映画賞                        | アレクサンドル・マレ＝ギィ、アスガル・ファルハーディー | ノミネート |
| 2022 | シカゴ独立批評家賞                           | オリジナル脚本賞                    | アスガル・ファルハーディー                             | ノミネート |
| 2022 | デンバー映画批評家協会賞                     | 外国語映画賞                        | アレクサンドル・マレ＝ギィ、アスガル・ファルハーディー | ノミネート |
| 2022 | コロンバス映画批評家協会賞                   | 外国語映画賞                        | アレクサンドル・マレ＝ギィ、アスガル・ファルハーディー | ノミネート |
| 2022 | EDA賞                                        | 非英語作品賞                        | アレクサンドル・マレ＝ギィ、アスガル・ファルハーディー | ノミネート |
| 2022 | クリティクス・チョイス・アワード             | 外国語映画賞                        | アレクサンドル・マレ＝ギィ、アスガル・ファルハーディー | ノミネート |
| 2022 | ゴールデングローブ賞                         | 外国語映画賞                        | アレクサンドル・マレ＝ギィ、アスガル・ファルハーディー | ノミネート |
| 2022 | サンフランシスコ・ベイエリア映画批評家協会賞 | 外国語映画賞                        | アレクサンドル・マレ＝ギィ、アスガル・ファルハーディー | ノミネート |
| 2022 | ハリウッド批評家協会賞                       | 国際映画賞                          | アレクサンドル・マレ＝ギィ、アスガル・ファルハーディー | ノミネート |
| 2022 | ノースカロライナ映画批評家協会賞             | 外国語映画賞                        | アレクサンドル・マレ＝ギィ、アスガル・ファルハーディー | ノミネート |